# 10263 Vadimsimona
10263 Vadimsimona è un asteroide della fascia principale. Scoperto nel 1976, presenta un'orbita caratterizzata da un semiasse maggiore pari a 2,6612200 UA e da un'eccentricità di 0,1718266, inclinata di 10,35793° rispetto all'eclittica.
L'asteroide è dedicato a Vadim Aleksandrovich Simonenko, direttore del Russian Scientific Research Institute Of Technical Physics e studioso dei rischi posti dagli oggetti near-Earth.